# Gazing at the Moonlight
Albums de Hopsin
Raw
(2010)
Gazing at the Moonlight est le premier album studio du rappeur Hopsin, sorti le 27 octobre 2009.

## Liste des titres
| No  | Titre                   | Durée |
| --- | ----------------------- | ----- |
| 1.  | Intro Skit              | 1:01  |
| 2.  | I'm Here                | 4:12  |
| 3.  | Break It Down           | 4:12  |
| 4.  | Who Do You Think I Am   | 3:52  |
| 5.  | Sexy Cyber              | 4:11  |
| 6.  | Pans in the Kitchen     | 4:11  |
| 7.  | Story of Mine           | 4:16  |
| 8.  | Bubblies                | 3:44  |
| 9.  | Chris Dolmeth           | 4:19  |
| 10. | The B Bop               | 3:54  |
| 11. | Slurpin                 | 3:26  |
| 12. | Super Duper Fly         | 3:39  |
| 13. | Motherfucker            | 4:10  |
| 14. | Don't Trust 'Em         | 5:38  |
| 15. | Gazing at the Moonlight | 4:09  |